# Борисов Микола Борисович
Микола Борисович Борисов (19 грудня 1918, с. Чорна Грязь, Демидовський район, Смоленська область — 10 липня 1978, Смоленська область) — майор Радянської Армії, учасник радянсько-фінської та Другої Світової воєн, Герой Радянського Союзу (1944).

## Біографія

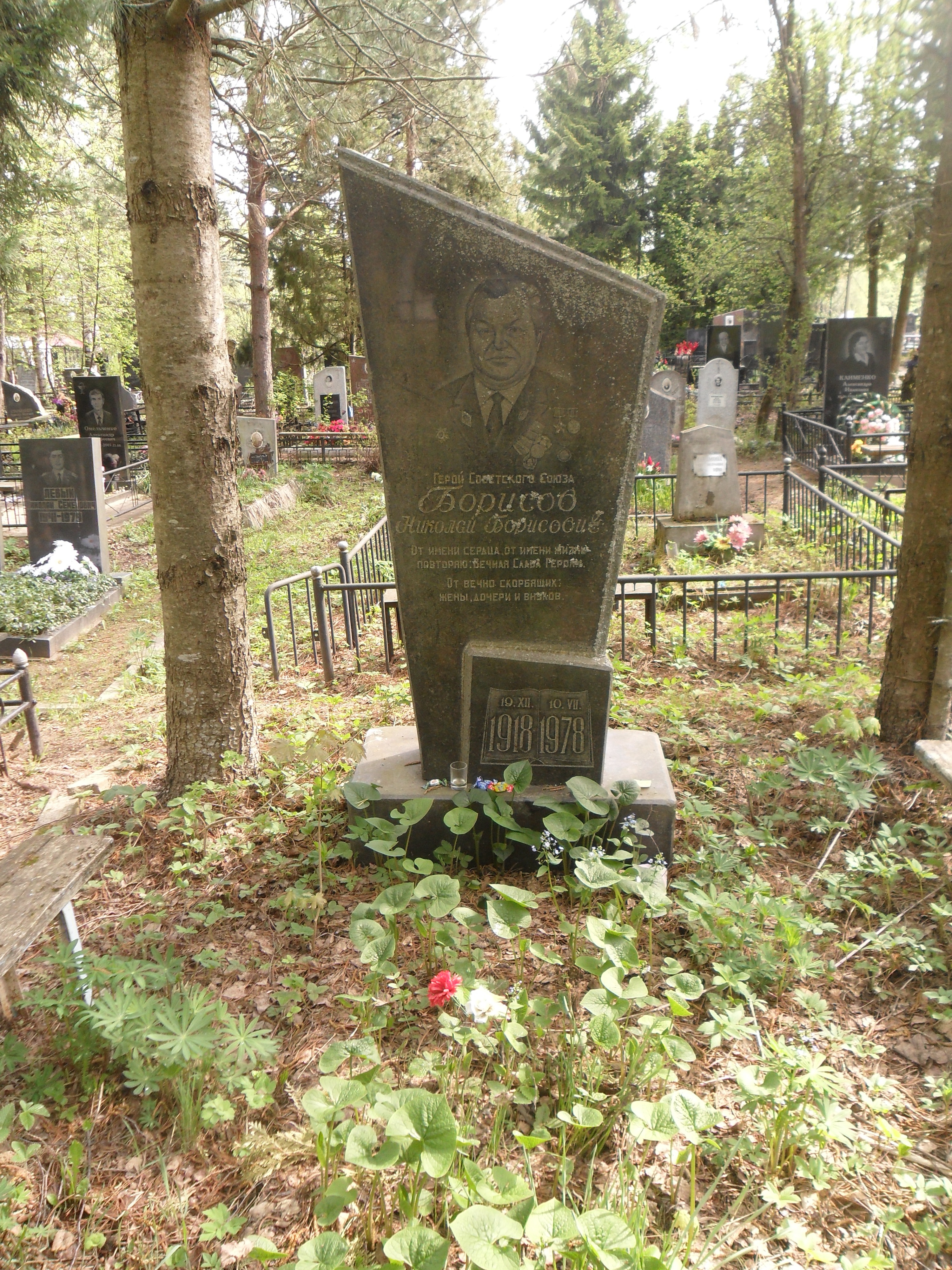
Могила Борисова на Новому кладовищі Смоленська.

Микола Борисов народився 19 грудня 1918 року в селі Чорна Грязь (нині — Демидовський район Смоленської області) в селянській родині. Отримав середню освіта, навчався в школі-семирічці. В 1937 році виїхав із села, проживав на залізничній станції Фаянсова в Калузькій області, працював на станційних вугільних складах, одночасно навчався у вечірній школі. Згодом працював бухгалтером відділення паровозного господарства Московсько-Київської залізниці. У жовтні 1938 року призваний на службу в Робітничо-селянську Червону Армію. Закінчив школу молодших командирів, брав участь в радянсько-фінській війні. В 1941 році, перед початком війни, закінчив Сталінградське військово-політичне училище. З грудня 1941 року — на фронтах німецько-радянської війни. В 1942 році вступив до ВКП (б). До літа 1944 року майор Микола Борисов командував стрілецьким батальйоном 215-го стрілецького полку 179-ї стрілецької дивізії 43-ї армії 1-го Прибалтійського фронту. Відзначився під час визволення Білоруської РСР.
23 червня 1944 року, під час боїв при розгромі вітебського угруповання німецьких військ, батальйон під командуванням Борисова першим подолав три лінії укріплень супротивника, і з ходу прорвався в селище Шуміліно Вітебської області. Переслідуючи відступаючі німецькі частини, бійці батальйону вийшли до Західної Двіни. 24 червня поблизу Бешенковичів батальйон форсував річку та захопив плацдарм. Борисов переправився на західний берег річки одним з перших. Вибивши з села ворога, батальйон того ж дня з'єднався з частинами 3-го Білоруського фронту, що дозволило замкнути кільце оточення противника в місті Борисов.
Указом Президії Верховної Ради СРСР від 22 липня 1944 року за «Зразкове виконання завдань командування та проявлені мужність та героїзм у боях з німецько-фашистськими загарбниками» майор Микола Борисов удостоєний високого звання Героя Радянського Союзу з врученням ордена Леніна та медалі «Золота Зірка» за номером 4132.
Брав участь у визволенні Прибалтики, Польщі, боях в Східній Пруссії. В 1946 році у званні майора Борисов був звільнений у запас. В 1949 році закінчив партійну школу при ЦК КП (б) Білоруської РСР, 1954 року — Мінський педагогічний інститут. Перебував на партійній, радянській, господарській роботі в Білоруській РСР. З 1961 року працював учителем Архиповської школи Смоленського району Смоленської області. Помер 10 липня 1978 року, похований в Смоленську на Новому кладовищі.
Був також нагороджений орденом Вітчизняної війни 2-го ступеня та рядом медалей.